# 留魂録
『留魂録』（りゅうこんろく）は、幕末長州藩の思想家である吉田松陰が、1859年（安政6年）に処刑前に獄中で松下村塾の門弟のために著した遺書である。この遺書は松下村塾門下生のあいだでまわし読みされ、松門の志士達の行動力の源泉となった。

## 概要
1858年（安政5年）、松陰は藩に対し、幕府の老中であった間部詮勝暗殺計画のために武器の提供を申し入れた。驚いた藩の重臣たちは松陰を野山獄に収監し、翌5月、幕府に上申のうえで江戸に向けて松陰の身柄を転送した。
幕府の評定所で、悲劇的なボタンの掛け違えが起こる。上記の経緯により松陰自身は当然幕閣も松陰の計画を承知しており、その嫌疑取調べのために東送されたものと思い込んでいた。しかし事実は異なっていた。幕府が松陰を召喚した目的は、安政の大獄で召喚された梅田雲浜との交友などの嫌疑についての取調べであった。よって、暗殺計画には一切触れることなく、松陰の評定所での詮議は終了し、長州藩邸に戻ることを許されようとしていたのである。
しかし、自身が萩の野山獄に投獄された経緯から、松陰は老中暗殺計画を自白するという挙に出たため、一転して嫌疑は重罪に変わり、小伝馬町に投獄される。その後の取調べで自身の処刑を察知した松陰が、10月25日から26日にかけて書き上げたのが本書である。

## 解題
獄中の囚人である松陰が門弟たちに宛てた書物であるため、何とか塾生たちに伝わるようにと、松陰は直筆の書を2通作成している。1通は、松陰の処刑後、門弟の飯田正伯の手に伝わり、萩の高杉晋作らの主だった塾生に宛てて送られた。こちらの本は、門弟たちの手によって書写され、今日に伝わるものもあるが、正本自体は行方不明となっている。
今日、萩の松陰神社に伝わる本書は、もう1通の方の正本である。これは松陰と牢中で起居をともにした沼崎吉五郎が持していたものである。沼崎は、小伝馬町の牢から三宅島に遠島となり褌(ふんどし)の中に隠したまま携え、そこで維新を迎える。1874年（明治7年）に沼崎は東京に戻り、その後、1876年（明治9年）に、沼崎は松陰門下ゆかりの人物で、神奈川県権令となっていた野村靖を訪れた。そこで、初めて別本の存在が明らかになったのである。
なお、松陰は「留魂録」とともに、「諸友に語ぐる書」において、門人たちに「・・・我れを哀しむは、我れを知るにしかず。我れを知るは、吾が志を張りてこれを大にするにしかざるなり」と書いている。

## 内容
- 全十六章
- 冒頭の句　「身はたとひ武蔵の野辺に朽ぬとも留置かまし大和魂　十月念五日　二十一回猛士」
- 最後の句　「かきつけ終わりて後

　　　　　　　　　　心なることの種々かき置きぬ思い残せることなかりけり

　　　　　　　　　　呼び出しの声まつ外に今の世に待つべき事のなかりけるかな

　　　　　　　　　　討たれたる吾れをあはれと見ん人は君を崇めて夷払へよ

　　　　　　　　　　愚かなる吾れをも友とめづ人はわがとも友とめでよ人々

　　　　　　　　　　七たびも生きかへりつつ夷をぞ攘はんこころ吾れ忘れめや

　　　　　　　　　　　
　　十月二十六日黄昏書す　　　　　　　　　　　　　　二十一回猛士」